# Alloza (gmina)
Alloza – gmina w Hiszpanii, w prowincji Teruel, w Aragonii, o powierzchni 81,6 km². W 2011 roku gmina liczyła 673 mieszkańców.